# Jung Jin-hwa
Jung Jin-hwa (em coreano:  정진화; Ulsan, 25 de maio de 1989) é um pentatleta sul-coreano. 

## Carreira
Jung representou seu país nos Jogos Olímpicos de Verão de 2016, terminando na 13ª colocação.